# The Soul Cages
| Оценки критиков      | Оценки критиков |
| Источник             | Оценка          |
| -------------------- | --------------- |
| AllMusic             | [ 2 ]           |
| Chicago Tribune      | [ 3 ]           |
| Entertainment Weekly | C               |
| Los Angeles Times    | [ 5 ]           |
| Роберт Кристгау      | [ 6 ]           |

The Soul Cages (с англ. — «Души в клетках») — третий студийный альбом британского рок-музыканта Стинга, выпущенный 22 января 1991 года. Он стал вторым альбомом певца, который достиг вершины британского хит-парада. В поддержку альбома было выпущено четыре сингла: «All This Time», «Mad About You», «Why Should I Cry For You» и «The Soul Cages», последний выиграл «Грэмми» в номинации «Лучшая рок-песня». Название пластинки отсылает к одноимённой сказке Томаса Кейтли, первоначально опубликованной в сборнике «Сказочные легенды и традиции юга Ирландии» (1825—1828 гг.).

## Список композиций
Все песни написаны Стингом.
1. «Island of Souls» — 6:41
2. «All This Time» — 4:54
3. «Mad About You» — 3:53
4. «Jeremiah Blues (Part 1)» — 4:54
5. «Why Should I Cry for You» — 4:46
6. «Saint Agnes and the Burning Train» — 2:43
7. «The Wild Wild Sea» — 6:41
8. «The Soul Cages» — 5:52
9. «When the Angels Fall» — 7:48

Дополнительные треки
1. «Vengo del sur» (Версия песни «Why Should I Cry for You» на испанском языке) — Бонус-трек испанского издания
2. «Muoio per te» (Версия песни «Mad About You» на итальянском языке) — Бонус-трек итальянского издания

## Участники записи
- Стинг — вокал, бас-гитара, синклавир, мандолина
- Ману Катче — ударные
- Кенни Кёркленд — клавишные
- Доминик Миллер — гитары
- Брэнфорд Марсалис — саксофон
- Кэтрин Тикелл — нортумберлендская свирель
- Паола Папарелле — гобой
- Дэвид Сэншес — клавишные
- Vinx — перкуссия
- Билл Саммерс — перкуссия
- Тони Вакка — перкуссия
- Скип Барни — перкуссия
- Рэй Купер — перкуссия
- Маньянго Джексон — перкуссия
- Хью Пэдхам — продюсер, звукоинженер[8]

## Чарты
Итоговые, годовые чарты:
| Чарт (1991)          | Позиция |
| -------------------- | ------- |
| Великобритания (OCC) | 82      |